# Serigne Ousmane Dia
Serigne Ousmane Dia, znany jako Bombardier (ur. 1 października 1976 w Mbour) – senegalski mistrz w zapasach z 2002 i 2014 oraz zdobywca tytułu „The King of the Arena”. Od 2018 zawodnik mieszanych sztuk walki (MMA) w wadze super ciężkiej.

## Życiorys i senegalskie zapasy

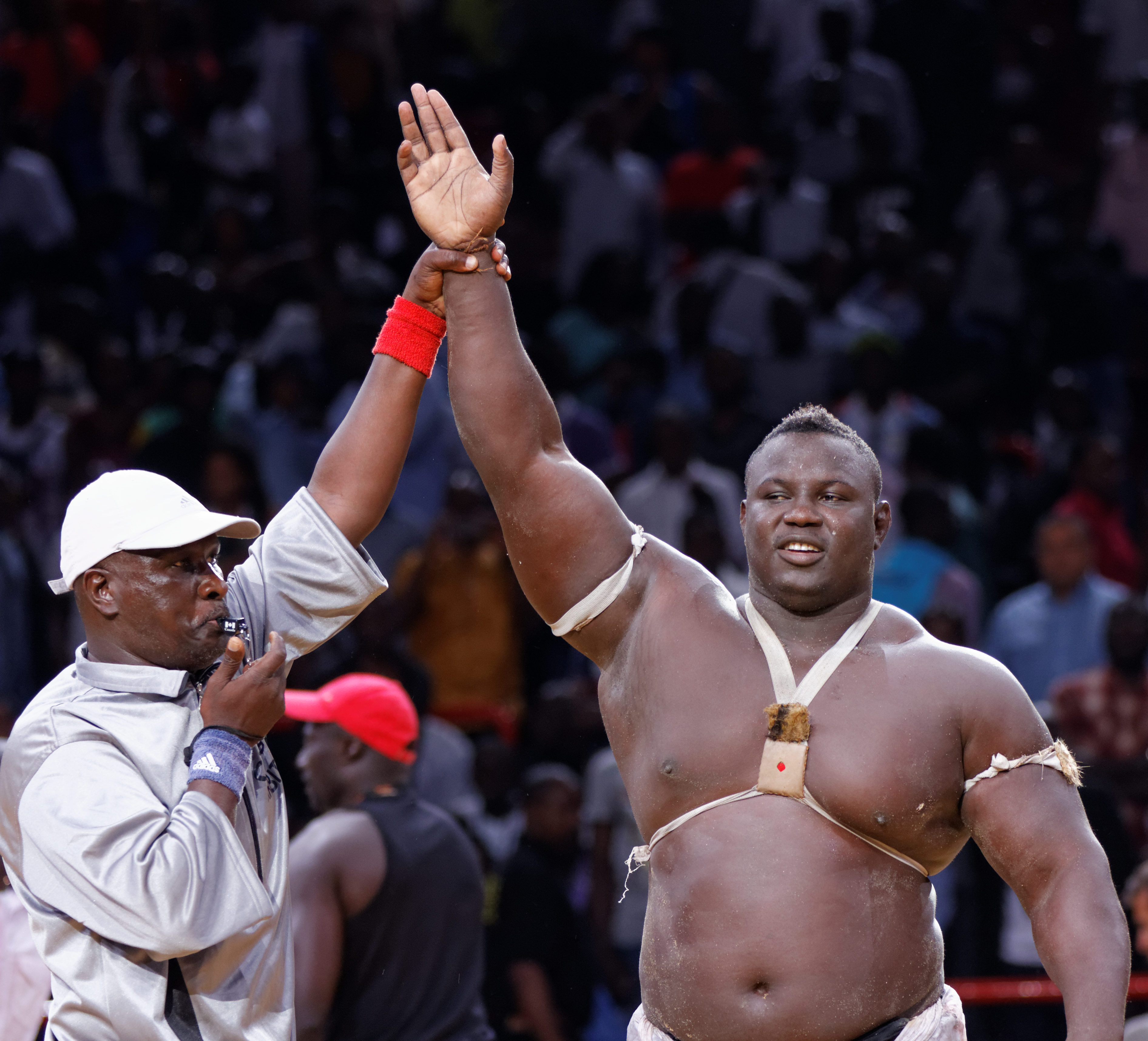
Bombardier w 2013

W przeszłości był rybakiem i bywał na molo rybackim w Mbour. Po połowach dalekomorskich rybacy zorganizowali na brzegu sesje zapaśnicze, w których wziął udział. Posiadając ogromne warunki fizyczne i świetną technikę, został zauważony i zaangażowany w mbapatts (tradycyjne sesje zapaśnicze znane jako „bez uderzania” organizowane w dzielnicach lub wioskach), w których wyróżnia się pokonując wszystkich napotkanych zapaśników. Widząc ten potencjał, jego menedżer Yery Diakhaté radził mu, aby wszedł na arenę i ćwiczył zapasy z uderzeniami. Rozwinął się, pokonując wszystkich zapaśników swojego pokolenia. To pozwoliło mu zmierzyć się z Tysonem, który był wówczas niekwestionowanym mistrzem areny. Pokonał go przez K.O 25 grudnia 2002 roku. 2 stycznia 2011 przegrał z królem aren "Yékinii", a "Baboye" pokonał 8 czerwca 2013.
Rok po zwycięstwie nad Baboye w Bercy ponownie zdobył ponownie tytuł króla aren, pokonując Balla Gaye 2. 25 lipca 2015 Bombardier obronił tytuł pokonując Modou Lô.
1 stycznia 2022 roku powrócił do startów w senegalskich zapasach tocząc rewanżowy pojedynek z Bala Gaye 2, który zwyciężył decyzją sędziów.
Pod koniec 2023 roku zmierzył się w formule senegalskich zapasów ze znanym z występów dla One Championship, Oumarem Kane. Pojedynek zakończył się na korzyść młodszego Kane.

## Kariera MMA
W mieszanych sztukach walki (MMA) zadebiutował 5 maja 2018 w Szwajcarii na gali SHC XII. Jego rywalem został Senegalczyk Amadou Papis Konez. Odniósł pierwsze zwycięstwo w MMA poprzez ciosy w parterze już w pierwszej rundzie oraz zdobył mistrzowski pas Strength Honor Championship w wadze super ciężkiej.
Drugą walkę odbył 20 lutego 2020 w Anglii na gali RECC IX – Clash of the Titans. Jego rywalem był Dan Podmore. Drugie zwycięstwo odniósł poprzez ciosy pięściami w parterze także w pierwszej rundzie. Stawką tego pojedynku był pas Revolution Elite Combat Championship również w wadze super ciężkiej.
20 marca 2021 miał zadebiutować w największej polskiej organizacji – Konfrontacja Sztuk Walki. Debiut „Bombardiera" dla KSW był zaplanowany na galę KSW 59: Fight Code w starciu z Mariuszem Pudzianowskim, jednak ze względu na to, że Ousmane Dia doznał ataku wyrostka robaczkowego nie odbył pojedynku podczas wspomnianego wydarzenia.
8 maja 2021 we Francji miał zaplanowany kolejny pojedynek. „Bombardier" został zestawiony z legendą K-1 – Jérômem Le Bannerem, jednak walka z nieujawnionych przyczyn się nie odbyła. 29 lipca 2021 ogłoszono, że starcie Bombardiera z Le Bannerem odbędzie się na gali The Legends of K-1 w terminie 25 września 2021. Walka ponownie została odwołana.
21 września 2021 federacja KSW ogłosiła, że Ousmane Dia ponownie został rywalem Mariusza Pudzianowskiego na październikową galę KSW 64. Walka zakończyła się przez nokaut już po 18-stu sekundach, kiedy to Pudzianowski trafił „Bombardiera" mocnym prawym prostym.
2 maja 2022 ogłoszono, że został zwolniony z KSW.
9 maja 2022 Prime Show MMA – federacja organizująca gale typu freak show fight ogłosiła, że Ousmane Dia zawalczy na gali Prime 2: Kosmos, która odbyła się 9 lipca w Gdyni. Pięć dni później, ogłoszono starcie „Bombardiera" z byłym uczestnikiem programu Warsaw Shore: Ekipa z Warszawy, Damianem „Stiflerem" Zduńczykiem. Walkę już w pierwszej rundzie zwyciężył Senegalczyk.
4 września 2022 powracająca po latach organizacja MMA Attack ogłosiła zestawienie Serigne'a Ousmane’a Dia z Wagnerem da Conceição Martinsem, brazylijskim zawodnikiem znanym pod pseudonimem „Zuluzinho". Po 43 sekundach pierwszej rundy „Bombardier" zwyciężył przez techniczny nokaut, zasypując rywala serią ciosów w parterze.
W październiku 2023 roku, grupa managerska Artnox Fight Sport, zapowiedziała w mediach społecznościowych starcie Bombardiera z pochodzącym z Chorwacji Ernestem „Redem" Ivandą. Walkę zaplanowano na 14 października 2023 podczas gali Octo'Gônes 2 we francuskim mieście Villefranche-sur-Saône. Senegalczyk ponownie zwyciężył przez TKO – ciosy pięściami w parterze.
W listopadzie 2024 roku, Dawid Kurtysiak, właściciel organizacji MMA Attack i Silesian MMA, zapowiedział w mediach społecznościowych pojedynek Senegalczyka. Oczekiwano, że Ousmane Dia kolejną walkę w Polsce stoczy 1 lutego 2025 w Będzin Arenie na łączonej gali trzech federacji m.in. MMA Attack, Silesian MMA oraz Walcz i Pomagaj. Na początku stycznia 2025 roku, federacja MMA Attack, poinformowała w mediach społecznościowych o braku kontaktu z Senegalczykiem.

## Niedoszła walka na gołe pięści
W listopadzie 2024 zapowiedział stoczenie bokserskiej walki na gołe pięści (bez rękawic) dla organizacji Gromda. Termin debiutu podany przez Bombardiera to 13 grudnia 2024, w którym odbędzie się gala Gromda 19: Porachunki. W późniejszym czasie Mariusz Grabowski, szef organizacji Gromda, ogłosił, że Ousmane Dia nie doleciał do Polski i nie zawalczy u nich na gali.

## Osiągnięcia

### Zapasy
- 2002: mistrz świata w zapasach senegalskich, tytuł – „The King of the Arena”
- 2014: mistrz świata w zapasach senegalskich, tytuł – „The King of the Arena”[37]

### Mieszane sztuki walki
- 2018: mistrz SHC w wadze super ciężkiej[38]
- 2020: mistrz RECC w wadze super ciężkiej[39]

## Lista walk w MMA
| Wynik     | Bilans | Przeciwnik (bilans przed walką)           | Rozstrzygnięcie                  | Runda | Czas | Rozgrywki                                      | Data       | Miejsce                | Uwagi                                                                       |
| --------- | ------ | ----------------------------------------- | -------------------------------- | ----- | ---- | ---------------------------------------------- | ---------- | ---------------------- | --------------------------------------------------------------------------- |
|           |        | Natan Niewiadomski (2-0)                  |                                  |       |      | DWM Fight Night 5: Bombardier vs. Niewiadomski | 06.09.2025 | Kołobrzeg              | Walka w wadze open. Main Event                                              |
| Wygrana   | 5-1    | Ernest Ivanda (0-1)                       | TKO (ciosy pięściami w parterze) | 1     | 1:10 | Octo'Gônes 2                                   | 14.10.2023 | Villefranche-sur-Saône | Walka w wadze ciężkiej. Main Event                                          |
| Wygrana   | 4-1    | Wagner da Conceição Martins (14-11. 1 NC) | TKO (ciosy pięściami w parterze) | 1     | 0:43 | MMA Attack 4: Reaktywacja                      | 24.09.2022 | Będzin                 | Waga open                                                                   |
| Wygrana   | 3-1    | Damian Zduńczyk (0-1)                     | TKO (ciosy pięściami w parterze) | 1     | 0:18 | Prime 2: Kosmos                                | 09.07.2022 | Gdynia                 | Pojedynek w wadze open. Co-Main Event                                       |
| Przegrana | 2-1    | Mariusz Pudzianowski (15-7. 1NC)          | KO (prawy prosty)                | 1     | 0:18 | KSW 64: Przybysz vs. Santos                    | 23.10.2021 | Łódź                   | Pojedynek w wadze open. Co-Main Event                                       |
| Wygrana   | 2-0    | Daniel Podmore (0-1)                      | TKO (ciosy pięściami w parterze) | 1     | 0:59 | RECC IX – Clash of the Titans                  | 20.02.2020 | Edwinstowe             | Zdobył pas mistrzowski RECC w wadze super ciężkiej. Main Event              |
| Wygrana   | 1-0    | Amadou Papis Konez (0-1)                  | TKO (ciosy pięściami w parterze) | 1     | 1:12 | Strength & Honor Championship XII              | 05.05.2018 | Genewa                 | Debiut w MMA. Zdobył pas mistrzowski SHC w wadze super ciężkiej. Main Event |